# Tiêu chuẩn công nghiệp Nhật Bản

The old JIS symbol (used until ngày 30 tháng 9 năm 2008). This symbol has been included in Unicode since version 1.0.1 as U+3004 〄 JAPANESE INDUSTRIAL STANDARD SYMBOL

JIS symbol (adopted ngày 1 tháng 10 năm 2005). No Unicode symbol exists, nor does a proposal for inclusion.

Tiêu chuẩn công nghiệp Nhật Bản (/ 日本工業規格 Nihon Kōgyō Kikaku), (tiếng Anh: Japanese Industrial Standards, viết tắt: JIS) là các tiêu chuẩn áp dụng cho hoạt động công nghiệp ở Nhật Bản được điều phối bởi Ủy ban Tiêu Chuẩn Công Nghiệp Nhật Bản (Japanese Industrial Standards Committee – JISC) và được hiệp hội tiêu chuẩn Nhật Bản (Japanese Standards Association – JSA) xuất bản. JISC gồm nhiều ủy ban trên khắp nước Nhật và đóng vai trò trung tâm trong hoạt động tiêu chuẩn hóa ở Nhật. JIS cũng có vai trò đóng góp vào việc thiết lập các tiêu chuẩn quốc tế thông qua sự hợp tác với Tổ chức tiêu chuẩn hóa quốc tế (ISO) và Ủy ban kỹ thuật điện quốc tế (IEC)

## Lịch sử
Thời kỳ Meiji (Thiên Hoàng Minh Trị), các doanh nghiệp tư nhân chịu trách nhiệm làm các tiêu chuẩn dù chính phủ Nhật cũng có các tiêu chuẩn và các tài liệu đặc tả kỹ thuật phục vụ mục đích mua sắm cho các hạng mục nhất định như đạn dược vũ khí. Chúng được tổng kết lại để làm thành một bộ tiêu chuẩn chính thức, bộ tiêu chuẩn kỹ thuật Nhật Bản (Japanese Engineering Standard) vào năm 1921.
Trong thời thế chiến thứ hai (1939-1945), các tiêu chuẩn tạm (臨時日本標準規格- 臨JES), hay còn gọi tiêu chuẩn thời chiến 戦時規格 được thiết lập nhằm giảm yêu cầu chất lượng và sử dụng hiệu quả nguyên vật liệu đồng thời đơn giản hóa thủ tục để đẩy nhanh việc ban hành tiêu chuẩn.
Hiệp hội tiêu chuẩn Nhật Bản được thành lập sau khi Nhật bị bại trận trong thế chiến thứ 2 năm 1945. Các quy chuẩn của Ủy ban tiêu chuẩn công nghiệp Nhật Bản được ban hành năm 1946 hình thành nên các tiêu chuẩn mới.
Luật tiêu chuẩn hóa công nghiệp được sửa đổi năm 2004 và dấu chứng nhận sản phẩm của JIS thay đổi từ 1 tháng 10 năm 2005. Dấu mới và dấu cũ dùng song song trong giai đoạn chuyển tiếp 3 năm đến hết 30 tháng 9 năm 2008 và từ 1 tháng 10 năm 2008, sản phẩm đạt chứng nhận JIS dùng dấu mới.

## Phân loại các tiêu chuẩn và đánh số.
Các tiêu chuẩn được đặt tên theo định dạng ví dụ "JIS G 3016:2015".
Trong đó chữ cái đầu tiên đại diện cho ngành nghề:
- A: Xây dựng dân dụng và kiến trúc
- B: Cơ khí
- C: Điện- điện tử
- D: Ô tô
- E: Đường sắt
- F: Đóng tàu
- G: Hợp kim Ferrous và luyện kim
- H: Hợp kim không Ferrous và luyện kim
- K: Hóa chất
- L: Vải sợi dệt may
- M: Khai khoáng
- P: Bột giấy và giấy
- Q: Các hệ thống quản lí
- R: Gốm sứ
- S: Đồ dùng trong nước
- T: Thiết bị y tế và an toàn
- W: Máy bay và hàng không
- X: Xử lí thông tin
- Z: Các ngành nghề khác

Bốn chữ số tiếp theo thể hiện lĩnh vực (hoặc năm chữ số đối với một số tiêu chuẩn tương ứng với tiêu chuẩn ISO) và bốn chữ số cuối cùng thể hiện năm.
Chẳng hạn tiêu chuẩn "JIS G 3016:2015" Rolled steels for welded structure, chữ G cho biết đây là tiêu chuẩn về hợp kim Ferrous và luyện kim, năm 2015 và nội dung là về thép cán cho kết cấu hàn. JIS M 8812:2004 Coal and coke - Methods for proximate analysis cho biết đây là tiêu chuẩn về ngành khai khoáng, năm 2004 và quy định về than và cốc – phương pháp phân tích xấp xỉ. Tiêu chuẩn JIS Q 15001:2017 Personal information protection management systems - Requirements, chữ Q cho biết tiêu chuẩn này liên quan đến hệ thống quản lý, năm ban hành là 2017 và nội dung về Các yêu cầu đối với hệ thống quản lí bảo vệ thông tin cá nhân, tiêu chuẩn này được mã hóa với 5 chữ số (15001) thay vì bốn chữ số và nó tương ứng với tiêu chuẩn ISO/IEC 27001 Information security management systems - Requirements.